# 彗星號
彗星號（すいせい），也稱為「行星-A」（PLANET-A），是一艘日本宇宙航空研究開發機構所發射的太空船，主要任務是探測哈雷彗星，屬於哈雷艦隊一部分。彗星號於1986年3月8日成功以145,000公里的距離通過哈雷彗星的附近。

## 歷史
1985年8月19日，彗星號從內之浦宇宙空間觀測所發射升空，任務是觀測太陽風與哈雷彗星大氣層的相互作用、以紫外線拍攝彗星核心。
1985年11月14日，彗星號以真空紫外攝影装置 (UVI) 拍攝彗星氫Lyα輝線，發現彗星変光周期來自核心的自轉，周期為2.2±0.1日。
1986年3月8日，彗星號以145,000公里的距離通過哈雷彗星。
1991年2月22日，彗星號修正軌道燃料用盡。1992年8月20日，利用地球重力助推後結束任務。